# Shirley Rumsey
Shirley Rumsey (1933–1996) foi uma musicista inglesa que gravou dois CDs solo de música renascentista para a gravadora Naxos em meados da década de 1990. Ela estudou alaúde e técnica vocal no Royal College of Music, em Londres. Lá ela acabou se interessando em música vocal acompanhada de alaúde, e desenvolveu uma carreira a partir desse repertório. Rumsey também tocava a vihuela e guitarra renascentista. Além de recitais e gravações, ela colaborou com lutenista Christopher Wilson, com quem ela codirigiu o conjunto Kithara.

## Discografia
- Música da Renascença espanhola, 1993, Naxos Registros. Shirley Rumsey: Alaúde, Guitarra Renascentista, Vihuela, Vocais[1]
- Música do Renascimento italiano, 1994, Naxos Registros. Shirley Rumsey: Alaúde, Guitarra Renascentista, Vihuela, Vocais[1]